# 多佛鎮區 (阿肯色州波普縣)
多佛鎮區（英語：Dover Township）是位於美國阿肯色州波普縣的一個行政鎮區。

## 地方資料
根據2010年美國人口普查的數據，多佛鎮區的面積為115.50平方千米，當中陸地面積為114.60平方千米，而水域面積為0.90平方千米。當地共有人口5704人，而人口密度為每平方千米49人。